# Lena Jönsson
Lena Elisabeth Amorita Jönsson, född 15 december 1958 i Huddinge, är en svensk jurist och ämbetsman.
Lena Jönsson tog jur.kand.-examen 1982 vid Lund och socionomexamen 1985. Hon blev kammarrättsassessor 1991, var föredragande för riksdagens konstitutionsutskott 1992-1995 och biträdande kammarsekreterare i riksdagen 1993-1995, för att därefter bli planeringschef 1995-1997 och sedan statssekreterare på försvarsdepartementet 1997-2000[källa behövs]. 
Hon blev 2000 generaldirektör för Lotteriinspektionen. Lena Jönsson var generaldirektör för Verva 2006–2008 och generaldirektör för Fortifikationsverket 2009–2011. Åren 2015-2018 var hon generaldirektör för Kustbevakningen, en tjänst som hon valde att lämna på grund av hälsoskäl efter tre år vid myndigheten.